# Tattoo (Fantasilandia)
Tattooo è un personaggio immaginario protagonista della serie televisiva statunitense del 1977 Fantasilandia e del suo remake cinematografico Fantasy Island del 2020. Interpretato dall'attore francese Hervé Villechaize e dall'attore hongkonghese Jimmy O. Yang, Tattoo è il fido assistente di Mr. Roarke (Ricardo Montalbán/Michael Peña), proprietario dell'isola dove sorge il resort di lusso in cui gli ospiti possono realizzare le loro fantasie.
Personaggio particolarmente popolare durante la messa in onda della serie originale, Tattoo è divenuto, assieme a Mr. Roarke, un'icona televisiva, anche più noto della sua controparte, tanto che il pubblico della serie originale identificava Tattoo con la serie stessa. È inoltre molto celebre anche la sua battuta "De plane! De plane!",  che Tattoo urla in apertura di ogni episodio della serie, suonando una campana, per annunciare l'arrivo dell'aereo che porta i turisti sull'isola che ospita il resort di Mr. Roarke.

## Caratteristiche
(Catchphrease di Tattoo)
Tattoo è l'assistente del Sig. Roarke, che lo aiuta nel suo compito di fornire agli ospiti la possibilità di vivere la loro fantasia sull'isola dove sorge il resort Fantasilandia.
All'inizio di ogni episodio Tattoo corre sul campanile per suonare la campana e avvertire dell'arrivo dell'aereo, uno SCAN 30, una versione su licenza di un idrovolante Grumman G-44 Widgeon, registro statunitense N4453, prodotto dalla Société de Construction Aéronavale (SCAN) a La Rochelle, in Francia, nel 1951.
Per annunciare l'arrivo degli ospiti Tattoo grida De plane! De plane!, storpiando l'inglese The plane! The plane! (lett. "L'aereo! L'aereo"), a causa della pronuncia francese dell'attore Hervé Villechaize. Questa frase diviene immediatamente uno slogan riconoscibile, tanto da identificare indelebilmente il personaggio con la serie stessa nell'immaginario collettivo.
Dopo la prima stagione, Tattoo entra in scena con il suo go-kart personale, che guida un po' spericolatamente per raggiungere il Sig. Roarke e unirsi a lui nel dare il benvenuto agli ospiti sopraggiunti sull'isola, mentre lo staff del resort si affretta a uscire di scena.

## Storia del personaggio
Le origini di Tattoo ci vengono rivelate dal film Fantasy Island del 2020, prequel della serie televisiva originale degli anni settanta in chiave horror soprannaturale. Secondo la pellicola, il vero nome di Tattoo sarebbe Brax Weaver, fratellastro gay e asiatico, di J.D. Weaver, ambedue arrivati sull'isola per realizzare la fantasia del secondo di "avere tutto": donne, soldi, una bella casa, completa di una panic room e di un deposito segreto di armi. La fantasia prende una brutta piega quando i due vengono aggrediti dai sicari a cui i due avrebbero rubato soldi e cocaina. Il suo soprannome sarebbe dovuto proprio a un tatuaggio che Brax ha sul petto, costituito appunto dalla scritta Tattoo.

## Sviluppo
Nel film Fantasy Island del 2020, l'assistente di Mr. Roarke è inizialmente Julia Roarke, interpretata da Parisa Fitz-Henley, che si rivela essere in realtà la moglie di Mr. Roarke, creata dall'isola come fantasia di Roarke stesso, che l'ha persa perché morta di malattia e, una volta approdato sull'isola, ha espresso il desiderio che lei ritornasse in vita. Ma questa Julia non vive in eterno, ma muore e poi si rigenera in continuazione. Alla fine Mr. Roarke capisce che così la vedrà per sempre soffrire e morire senza averla realmente con sé e decide quindi di lasciarla andare. Alla fine del film Brax Weaver (Jimmy O. Yang), desidera che il fratello J.D. (Ryan Hansen), morto durante il soggiorno sull'isola, torni in vita e possa tornare a casa, ma per farlo dovrà rimanere lì per sempre. Mr. Roarke gli offre allora di diventare il suo assistente, ma assumendo un soprannome, che Brax si è guadagnato a causa di un tatuaggio che si è fatto molti anni prima e per il quale viene da sempre canzonato, allora mostra il tatuaggio a Mr. Roarke, e il tatuaggio è una scritta con il suo stesso soprannome: Tattoo. Il film rappresenta così una sorta di prequel della serie televisiva originale. Durante il film la caratteristica battuta di Tattoo, "The plane! The Plane!", pronunciata da Julia, all'inizio del film, viene ripetuta anche da Brax/Tattoo verso la fine della pellicola, quando i superstiti vedono arrivare l'aereo che dovrebbe portarli in salvo.
Nelle serie remake, del 1998, e nella serie sequel, del 2021, il personaggio di Tattoo non è presente. Nella seconda serie, che rappresenta un reboot del franchise, si sono voluti rinnovare completamente i personaggi e presentare un cast di protagonisti tutti al femminile. Roselyn Sánchez (che interpreta il personaggio di Helena Roarke, una discendente di Mr. Roarke) ha raccontato a TheWrap che la nuova Fantasy Island non avrebbe avuto la propria versione di Tattoo a causa delle "libertà creative" che il reboot ha deciso di prendersi per aggiornare il franchise al 2021: "[Le creatrici di Fantasy Island, Liz Craft e Sarah Fain] hanno deciso di rendere questa ospite una donna molto ispanica, dandole un braccio destro che non sarà quello che la gente si aspetta...". Helena Roarke ha infatti come assistente Ruby Akuda, interpretata dalla modella e attrice Kiara Barnes, ma la loro relazione è molto diversa da quella che intercorre tra Mr. Roarke e Tattoo. Ciò viene rimarcato nel primo episodio della serie, quando a urlare l'iconica frase di Tattoo, "The plane! The plane!", è la stessa Helena Roarke.

## Interpreti
Nella serie televisiva Fantasilandia (Fantasy Island, 1977-1984), Tattoo è interpretato dall'attore francese Hervé Villechaize, parte per la quale è maggiormente conosciuto. A dispetto della popolarità di cui godeva il suo personaggio, sul set della serie Villechaize dimostrò di essere un attore particolarmente difficile: molestava continuamente le donne e litigava con i produttori. Quando alla fine chiese di essere pagato tanto quanto la sua controparte Ricardo Montalbán (Mr. Roarke), venne licenziato dalla serie e sostituito, nella settima stagione, dall'attore Christopher Hewett, che vi interpretava il personaggio di Lawrence. La popolarità della serie tuttavia calò dopo il suo abbandono, tant'è vero che alla fine della settima stagione ne fu decisa la cancellazione.
Nel 1977, quando era già sposato dal 1970 con l'artista Anne Sadowski e da cui divorzierà attorno al 1978-1979, Hervé Villechaize incontra la sua seconda moglie, Camille Hagen, attrice e controfigura che conosce proprio sul set del pilota di Fantasilandia, ma il matrimonio dura appena 15 mesi.
Nell'edizione in italiano della serie televisiva, il personaggio di Tattoo viene doppiato da Armando Bandini.
Nel film horror del 2020 Fantasy Island, diretto da Jeff Wadlow, remake della serie televisiva degli anni settanta-ottanta, Tattoo viene interpretato dall'attore hongkonghese Jimmy O. Yang, Tattoo è comunque il suo soprannome, mentre il suo vero nome è Brax Weaver. Nell'edizione in italiano del film, il personaggio viene doppiato da Alessio Puccio.

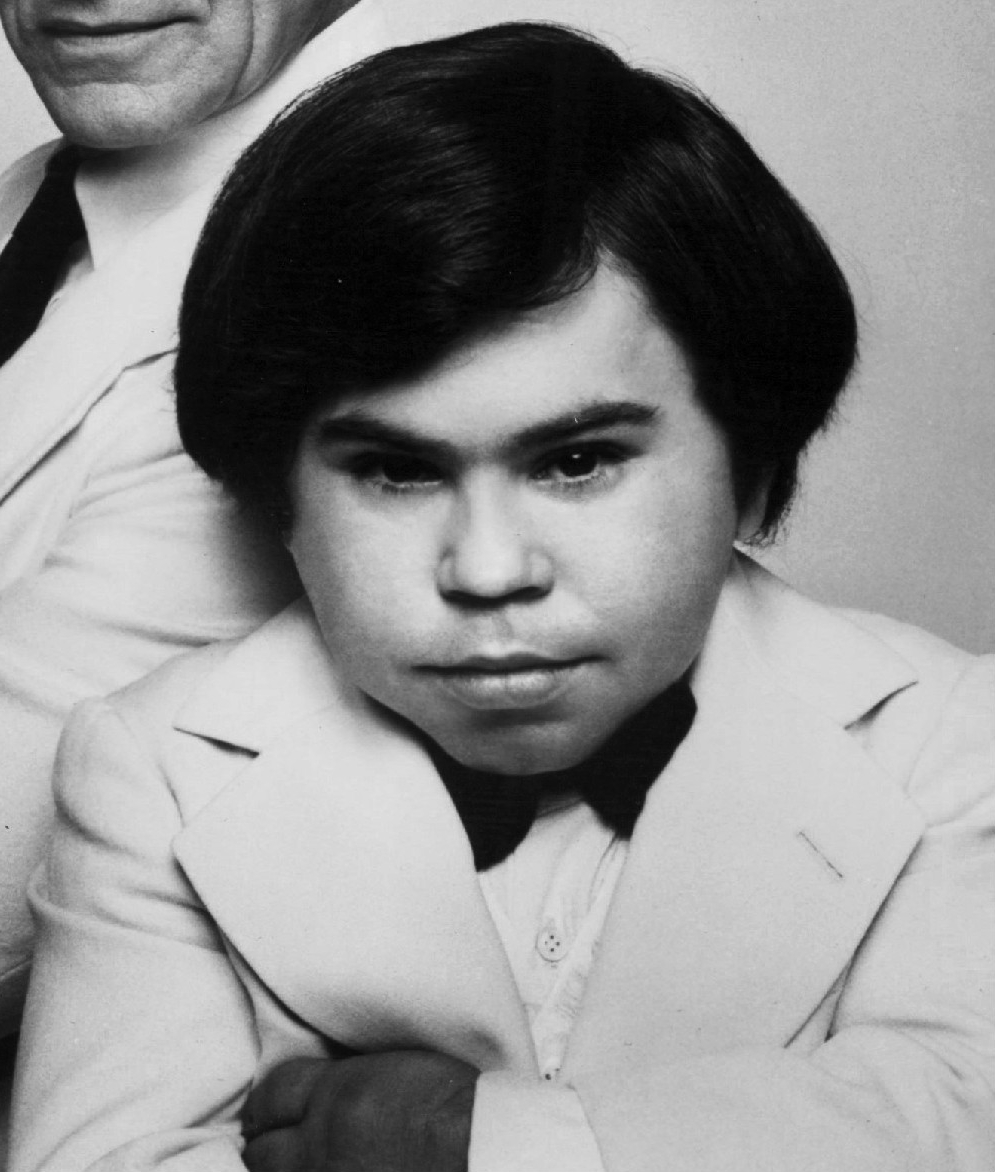
Hervé Villechaize, interprete di Tattoo nella serie televisiva Fantasilandia
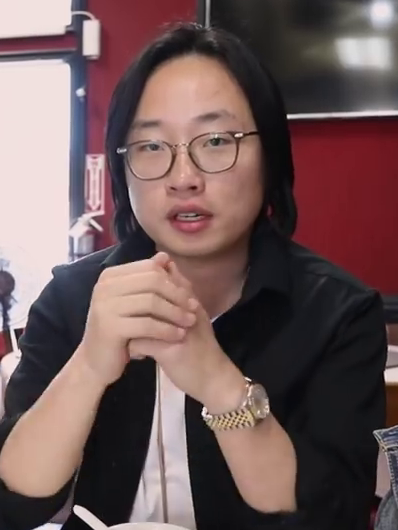
Jimmy O. Yang, interprete di Tattoo nel film Fantasy Island

## Accoglienza
Dave McNary di Variety sostiene che la serie televisiva Fantasilandia deve la propria notorietà, piuttosto che al suo protagonista, Mr. Roarke, interpretato da Ricardo Montalbán, proprio al personaggio del suo assistente Tattoo, interpretato da Hervé Villechaize.

## Merchandising
- Nel 2020 la casa di giocattoli statunitense Funko, ha realizzato un'action figure di 10 cm in vinile di Tattoo, nella sua linea Pop!, con numero di catalogo 989.[11] Per la stessa linea è uscita anche l'action figure di Mr. Roarke che regge un cocktail, con numero di catalogo 988.[12]

## Influenze nella cultura di massa
- Nel film di animazione del 1983, parodia della serie televisiva Fantasilandia, diretto da Friz Freleng, Phil Monroe, Chuck Jones e Robert McKimson, Daffy Duck e l'isola fantastica, Speedy Gonzales usa la battuta di Tattoo "De plane! De plane!".
- In uno spot televisivo del 1992 per pubblicizzare dei mini donut della Dunkin', Hervé Villechaize cita la propria catchphrase nella battuta: "De plain! De plain! No, de cinammon! De cinnamon! No, de chocolate! De chocolate!".[13]

## Filmografia
- Fantasilandia (Fantasy Island) - serie TV, 132 episodi (1977-1983)
- Fantasy Island, regia di Jeff Wadlow (2022)